# TuS Blumberg
Der TuS Blumberg 1937 e.V. ist ein deutscher Fußballverein mit Sitz in der baden-württembergischen Stadt Blumberg im Schwarzwald-Baar-Kreis.

## Geschichte
Der Verein wurde im Jahr 1937 gegründet. In der Saison 1958/59 gelang dann erstmals die Meisterschaft in der 2. Amateurliga Staffel IV, eine Saison später sollte auch der Aufstieg in die gerade neu eingeführte drittklassige 1. Amateurliga Schwarzwald-Bodensee erreicht werden. Nach der ersten Saison gelang es mit 24:36 Punkten auf dem zehnten Platz die Klasse auch zu halten. Am Ende der Folgesaison bereits war der Abstieg dann aber nur noch knapp verhindert worden. Zum Ende der Spielzeit 1962/63 ging es dann mit lediglich 12:48 Punkten als 16. und damit letzter der Tabelle schließlich auch schon wieder nach unten.
Nach einigen weiteren Abstiegen gelang dann im Jahr 1972 wieder die Meisterschaft in der A-Klasse, im Jahr 1984 folgte auch wieder ein Aufstieg in die Bezirksliga. Ein weiteres Jahr später konnte sogar der direkte Durchmarsch in die Landesliga erreicht werden. Nach einem Abstieg gelang es 1991 hier auch den Wiederaufstieg in eben diese Liga zu erzielen.
2002 stieg man aus der Landesliga ab, 2003 aus der Bezirksliga. Seither spielt der Klub auf Kreisligaebene des Bezirks Schwarzwald. Nach dem Abstieg in die Kreisliga B im Jahr 2009 erreichte man in der Saison 2021/22 den 2. Platz und qualifizierte sich somit für die Aufstiegsrelegation. Nach zwei Siegen in Hin- und Rückspiel (3:0 und 5:2) über den FV Tennenbronn 2 stieg man wieder in die Kreisliga A Staffel 2 auf.